# Orientierungslauf-Juniorenweltmeisterschaften 2017
Die 28. Orientierungslauf-Juniorenweltmeisterschaften wurden vom 10. bis 15. Juli 2017 in Tampere in Finnland ausgetragen.

## Vergabe
Deutschland, Finnland und Ungarn reichten beim Internationalen Orientierungslaufverband Bewerbungen zur Durchführung der Weltmeisterschaften ein. Alle drei Länder waren bereits einmal Gastgeber der Juniorenweltmeisterschaften: Deutschland 1991 mit Berlin, im Jahr darauf Finnland mit Jyväskylä und 2001 Ungarn mit Miskolc. Im Juli 2014 vergab der IOF-Rat die Wettbewerbe an das finnische Tampere. Tampere trug 1979 und 2001 bereits die Weltmeisterschaften der Aktiven aus. 

## Junioren

### Sprint
| Platz | Land | Athlet                   | Zeit      |
| ----- | ---- | ------------------------ | --------- |
| 1     | FIN  | Olli Ojanaho             | 13:59 min |
| 2     | NZL  | Tommy Hayes              | 14:07 min |
| 3     | SUI  | Joey Hadorn              | 14:09 min |
| 4     | FIN  | Tuomas Heikkila          | 14:15 min |
| 5     | GBR  | Alexander Chepelin       | 14:16 min |
| 6     | POR  | Ricardo Esteves Ferreira | 14:17 min |
| 7     | SWE  | Isac von Krusenstierna   | 14:18 min |
| 8     | SWE  | Henrik Johannesson       | 14:20 min |

Sprint: 12. Juli 2017
Ort: Pispala
Länge: 3,5 km
Steigung: 60 m

Posten: 23

### Mitteldistanz
| Platz | Land | Athlet                 | Zeit      |
| ----- | ---- | ---------------------- | --------- |
| 1     | FIN  | Olli Ojanaho           | 23:47 min |
| 2     | NOR  | Audun Heimdal          | 25:08 min |
| 3     | SWE  | Simon Imark            | 25:50 min |
| 4     | FRA  | Mathieu Perrin         | 25:51 min |
| 5     | SWE  | Anton Forsberg         | 26:18 min |
| 6     | SWE  | Isac von Krusenstierna | 26:19 min |
| 7     | GBR  | Alexander Chepelin     | 26:20 min |
| 8     | SWE  | Henrik Johannesson     | 26:30 min |

Mitteldistanz: 11. Juli 2017
Ort: Viitapohja
Länge: 4,1 km
Steigung: 135 m

Posten: 17

### Langdistanz
| Platz | Land | Athlet             | Zeit      |
| ----- | ---- | ------------------ | --------- |
| 1     | FIN  | Olli Ojanaho       | 1:05:11 h |
| 2     | SWE  | Simon Imark        | 1:05:54 h |
| 3     | SWE  | Simon Hector       | 1:06:07 h |
| 4     | FIN  | Aleksi Sorsa       | 1:06:21 h |
| 5     | NOR  | Audun Heimdal      | 1:07:27 h |
| 6     | FRA  | Mathieu Perrin     | 1:08:01 h |
| 7     | GBR  | Alexander Chepelin | 1:08:08 h |
| 8     | FIN  | Akseli Ruohola     | 1:08:15 h |

Langdistanz: 14. Juli 2017
Ort: Särkänperä
Länge: 10,7 km
Steigung: 320 m

Posten: 21

### Staffel
| Platz | Land | Athleten                                            | Zeit      |
| ----- | ---- | --------------------------------------------------- | --------- |
| 1     | NOR  | Kasper Fosser Elias Jonsson Audun Heimdal           | 1:28:23 h |
| 2     | FIN  | Akseli Ruohola Aleksi Sorsa Olli Ojanaho            | 1:29:58 h |
| 3     | RUS  | Daniil Kashin Kirill Komarov Mikhail Kuleshov       | 1:30:29 h |
| 4     | SWE  | Isac von Krusenstierna Simon Hector Simon Imark     | 1:31:55 h |
| 5     | SUI  | Nick Gebert Pascal Buchs Joey Hadorn                | 1:31:56 h |
| 6     | FRA  | Mathieu Perrin Fleury Roux Guilhem Elias            | 1:32:06 h |
| 7     | LAT  | Endijs Titomers Matiss Sliksjanis Uldis Upitis      | 1:36:32 h |
| 8     | GBR  | Alistair Masson Matthew Fellbaum Harrison McCartney | 1:37:00 h |

Staffel: 15. Juli 2017
Ort: Särkänperä
Länge: 16,8 km
Steigung: 435 m

Posten: 36

## Juniorinnen

### Sprint
| Platz | Land | Athletin                   | Zeit      |
| ----- | ---- | -------------------------- | --------- |
| 1     | SUI  | Simona Aebersold           | 14:02 min |
| 2     | CZE  | Tereza Janošíková          | 14:09 min |
| 3     | SWE  | Linnea Golsater            | 14:21 min |
| 4     | RUS  | Anna Dvorianskaia          | 14:36 min |
| 5     | SUI  | Valerie Äbischer           | 14:44 min |
| 6     | FIN  | Anu Tuomisto               | 14:45 min |
| 7     | NOR  | Victoria Haestad Bjornstad | 14:48 min |
| 8     | FIN  | Inka Nurminen              | 14:51 min |

Sprint: 12. Juli 2017
Ort: Pispala
Länge: 3 km
Steigung: 54 m

Posten: 21

### Mitteldistanz
| Platz | Land | Athletin                   | Zeit      |
| ----- | ---- | -------------------------- | --------- |
| 1     | SUI  | Simona Aebersold           | 23:15 min |
| 2     | SWE  | Linnea Golsater            | 24:29 min |
| 3     | FIN  | Veera Klemettinen          | 25:03 min |
| 4     | NOR  | Victoria Haestad Bjornstad | 25:14 min |
| 5     | SUI  | Sofie Bachmann             | 25:39 min |
| 6     | SWE  | Sanna Fast                 | 25:47 min |
| 7     | SUI  | Valerie Äbischer           | 25:52 min |
| 8     | DEN  | Josefine Lind              | 26:10 min |

Mitteldistanz: 11. Juli 2017
Ort: Viitapohja
Länge: 3,5 km
Steigung: 125 m

Posten: 16

### Langdistanz
| Platz | Land | Athletin                   | Zeit      |
| ----- | ---- | -------------------------- | --------- |
| 1     | SUI  | Simona Aebersold           | 56:03 min |
| 2     | FIN  | Veera Klemettinen          | 59:17 min |
| 3     | SUI  | Sofie Bachmann             | 1:02:52 h |
| 4     | SWE  | Linnea Golsater            | 1:03:23 h |
| 5     | NOR  | Marie Olaussen             | 1:03:43 h |
| 6     | NOR  | Victoria Haestad Bjornstad | 1:04:23 h |
| 7     | CZE  | Tereza Janošíková          | 1:04:25 h |
| 8     | POL  | Zuzanna Wanczyk            | 1:04:40 h |

Langdistanz: 14. Juli 2017
Ort: Särkänperä
Länge: 7,6 km
Steigung: 240 m

Posten: 16

### Staffel
| Platz | Land | Athletinnen                                               | Zeit      |
| ----- | ---- | --------------------------------------------------------- | --------- |
| 1     | SWE  | Lisa Jonsson Nordin Sanna Fast Linnea Golsater            | 1:34:15 h |
| 2     | SUI  | Valerie Aebischer Sofie Bachmann Simona Aebersold         | 1:36:00 h |
| 3     | NOR  | Victoria Haestad Bjornstad Ingrid Lundanes Marie Olaussen | 1:39:21 h |
| 4     | FIN  | Inka Nurminen Alexandra Enlund Anu Tuomisto               | 1:40:17 h |
| 5     | DEN  | Line Cederberg Agnes Kracht Josefine Lind                 | 1:40:48 h |
| 6     | FRA  | Maelle Beauvir Florence Hanauer Alina Palcau              | 1:43:01h  |
| 7     | CZE  | Barbora Chaloupska Barbora Vyhnalkova Tereza Janošíková   | 1:44:58 h |
| 8     | RUS  | Ekaterina Ryazanova Veronika Kalinina Anna Dvorianskaia   | 1:46:52 h |

Staffel: 15. Juli 2017
Ort: Särkänperä
Länge: 14,7 km
Steigung: 330 m

Posten: 36

## Medaillenspiegel
| Platz | Land       | Gold | Silber | Bronze | Gesamt |
| ----- | ---------- | ---- | ------ | ------ | ------ |
| 1     | Finnland   | 3    | 2      | 1      | 6      |
| 2     | Schweiz    | 3    | 1      | 2      | 6      |
| 3     | Schweden   | 1    | 2      | 3      | 6      |
| 4     | Norwegen   | 1    | 1      | 1      | 3      |
| 5     | Neuseeland | –    | 1      | –      | 1      |
| 5     | Tschechien | –    | 1      | –      | 1      |
| 6     | Russland   | –    | –      | 1      | 1      |